# 小関也朱篤
小関 也朱篤（こせき やすひろ、1992年3月14日 - ）は、日本の競泳選手。山形県鶴岡市出身。平泳ぎを専門としている。自衛隊体育学校所属。2016年リオデジャネイロオリンピック競泳日本代表メンバー。2017年世界水泳選手権200m平泳ぎ銀メダリスト。100m平泳ぎの現日本記録保持者。

## 人物
鶴岡市立朝暘第四小学校、鶴岡市立第四中学校を経て羽黒学園羽黒高等学校を卒業、高校時代の小関は全くの無名だったが第77回日本高等学校選手権水泳競技大会（2009年）の男子100m平泳ぎで3位に入賞した記録が残っている。
2010年に日本体育大学体育学部体育学科に進学、大学3年までは自由形をメインに猛練習しながらひたすら泳ぎ込み、パワーをつけることだけを心掛けた。大学3年で本格的に平泳ぎに転向、小関の大学の先輩でもある北島康介の泳法を研究し効率良く泳ぐ技術を追求した。
2013年、ジャパンオープン男子100m平泳ぎで北島と接戦を演じて2位に入った。同年の2013年夏季ユニバーシアード（ロシア・カザニ）に日本代表として出場、男子100m平泳ぎ決勝で金メダルを獲得した。また男子4×100mメドレーリレーでは日本チームのメンバーとして銀メダルを獲得している。同年10月には東アジア競技大会（中華人民共和国・天津市）に日本代表として出場し、男子100m平泳ぎにて金メダルを獲得し、男子4×100mメドレーリレーでも日本チームのメンバーとして金メダルを獲得した。また、200m平泳ぎでは銅メダルを獲得した。
2014年、2月の短水路競泳日本選手権では男子平泳ぎの50m、100m、200mの三種目で全て短水路日本記録を更新して優勝を果たした。
日本体育大学を卒業後、ミキハウスの所属となった。その直後の4月の第90回日本選手権では男子100mで2012年ロンドンオリンピックメダリストの立石諒、北島らを破って初の日本選手権制覇を飾った。さらに6月のジャパンオープン男子200m平泳ぎ決勝では山口観弘が持つ世界記録を上回るラップタイムで100mをターン、後半やや疲れたが好記録で優勝した。
第12回パンパシフィック水泳選手権（オーストラリア・ゴールドコースト）日本代表に選出され、8月22日に行われた男子100m平泳ぎで優勝した。また200m平泳ぎも制し、主要国際競技大会で初の平泳ぎ二冠を達成した。男子4×100mメドレーリレーでも日本チームのメンバーとして銀メダルを獲得している。リオオリンピック200メートルでは5位に入賞、2017年の世界選手権（ハンガリー・ブダペスト大会）の同種目で銀メダルを獲得している。
2018年1月11日、昨年11月・12月にスペインで行われていた競泳日本代表の高地合宿で小関が炊事当番に遅れたとして同じ所属の天井翼に対して腹部と顎を利き手ではない左手で1発ずつ殴る暴行を加えていたことが報道された。小関はスペイン滞在中に所属先に報告し、天井にも謝罪して和解した。小関は所属先から2018年3月末までの対外試合出場自粛と日本代表活動の辞退、減俸などの処分を受けた。この小関の問題を受け、日本水泳連盟は同年2月にグアムで予定されていた日本代表合宿を中止した。同年1月22日、世界選手権での銀メダルなどが評価され日本水泳連盟による2017年優秀選手の表彰を受けた。小関は辞退を申し出たが、連盟は賞は暴力問題の前の決定事項として表彰は取り消されなかった。授賞式は欠席した。なお、天井は報道機関の取材に対して炊事当番に遅刻したことが理由であることを否定しており、小関も騒動後に開いた記者会見で「コミュニケーション不足が原因だった」と認めた。

## 逸話
小関は平泳ぎ選手としては188cm、リーチが2mという大柄タイプである。中学校入学当初は身長が152cmだったが、「牛乳を愛飲した」結果、中学3年次に183cmと30cmも背が高くなったことを明かしている。